# Bürglen (Uri)
Bürglen é uma comuna da Suíça, no Cantão Uri, com cerca de 3 979 habitantes. Estende-se por uma área de 53,14 km², de densidade populacional de 75 hab/km². Confina com as seguintes comunas: Altdorf, Attinghausen, Flüelen, Muotathal (SZ), Riemenstalden (SZ), Schattdorf, Sisikon, Spiringen, Unterschächen.
A língua oficial nesta comuna é o alemão.
Pensa-se que Bürglen será o local de origem de Guilherme Tell.